# 14792 Thyestes
14792 Thyestes este o planetă minoră (asteroid), cu un diametru de 19,176 km, din Asteroid troian al lui Jupiter. A fost descoperită pe 24 septembrie 1973 la Observatorul Palomar de Cornelis Johannes van Houten și a fost numită după Tieste. 
Obiectul prezintă o orbită caracterizată de o semiaxă mare de 5,17136 UAi, o excentricitate de 0,082, o înclinație de 11,36898 ° în raport cu ecliptica.